# Jävreån
Jävreån är en cirka 30 kilometer lång å i Piteå kommun i södra Norrbotten med ett avrinningsområde på 196 km². Den rinner upp väster om Hemmingsmark (det övre loppet kallas där Hemmingsmarkån) och strömmar i ett ganska brant fall åt nordost ner mot Hemmingsmark. Där vänder Jävreån åt sydost och bildar Hemträsket. Någon mil efter Hemträsket mottar Jävreån (som nu allmänt kallas just Jävreån snarare än Hemmingsmarkån) från höger Finnträskån från Finnträsket och från vänster Lillån från Jävreträsket. Därpå går Jävreån med betydligt stärkta krafter genom byn Jävre med ett betydande fall (Degerforsen), viker rakt söderut och går någon kilometer parallellt med E4:an samt under den just före mynningen i Jävrefjärden.
När Sveriges huvudavrinningsområden skulle fastställas, ville man ha med alla kustmynnande vattendrag med ett avrinningsområde på över 200 km². Pga brister i dåtidens mätmetoder fick både Jävreån och Rosån vara huvudavrinningsområden, trots att man senare upptäckte att de inte riktigt uppnådde det fastställda kriteriet. (Men tack vare landhöjningen gör de nog det snart ändå).